# Abdelillah Bagui
Abdelillah Bagui (17 de fevereiro de 1978) é um futebolista profissional marroquino que atua como goleiro.

## Carreira
Abdelillah Bagui representou a Seleção Marroquina de Futebol nas Olimpíadas de 2000.